# 1947 في مصر
فيما يلي قوائم الأحداث التي وقعت خلال عام 1947 في مصر.

## أفلام
من الأفلام التي صدرت هذه السنة في مصر:
- 1 يناير – أبو حلموس
- 1 يناير – أبو زيد الهلالي من إخراج عز الدين ذو الفقار.
- 1 يناير – أحكام العرب من إخراج إبراهيم عمارة.
- 1 يناير – أسير الظلام من إخراج عز الدين ذو الفقار.
- 1 يناير – أمل ضائع
- 1 يناير – الأب
- 1 يناير – البدوية الحسناء من إخراج إبراهيم لاما.
- 1 يناير – البريمو من إخراج كامل التلمساني.
- 1 يناير – التضحية الكبرى
- 1 يناير – الجولة الأخيرة
- 1 يناير – الستات عفاريت من إخراج حسن الإمام.
- 1 يناير – العرسان الثلاثة من إخراج حسن حلمي.
- 1 يناير – القاهرة بغداد من إخراج أحمد بدرخان.
- 1 يناير – القناع الأحمر من إخراج يوسف وهبي.
- 1 يناير – الكل يغني من إخراج عز الدين ذو الفقار.
- 1 يناير – المتشردة
- 1 يناير – المنتقم من إخراج صلاح أبو سيف.
- 1 يناير – بنت المعلم
- 1 يناير – بياعة اليانصيب
- 1 يناير – ثمرة الجريمة
- 1 يناير – جحا والسبع بنات من إخراج فؤاد الجزايرلي.
- 1 يناير – جوز الاتنين من إخراج إبراهيم عمارة.
- 1 يناير – خاتم سليمان
- 1 يناير – زهرة السوق من إخراج حسين فوزي.
- 1 يناير – سلطانة الصحراء من إخراج نيازي مصطفى.
- 1 يناير – شادية الوادي
- 1 يناير – شبح نص الليل
- 1 يناير – عدو المجتمع من إخراج إبراهيم عمارة.
- 1 يناير – عروسة البحر
- 1 يناير – عودة الغائب من إخراج أحمد جلال، حسن الإمام.
- 1 يناير – غدر وعذاب من إخراج حسين صدقي.
- 1 يناير – غني حرب من إخراج نيازي مصطفى.
- 1 يناير – فاطمة من إخراج أحمد بدرخان.
- 1 يناير – قلبي دليلي من إخراج أنور وجدي.
- 1 يناير – قلبي وسيفي
- 1 يناير – كانت ملاكا
- 1 يناير – كنز السعادة من إخراج إبراهيم لاما.
- 1 يناير – لبناني في الجامعة من إخراج حسين فوزي.
- 1 يناير – ليالي الأنس من إخراج نيازي مصطفى.
- 1 يناير – معروف الإسكافي من إخراج فؤاد الجزايرلي.
- 1 يناير – ملائكة في جهنم من إخراج حسن الإمام.
- 1 يناير – نور من السماء من إخراج حسن حلمي.
- 17 مارس – حبيب العمر من إخراج هنري بركات.
- 30 مارس – أنا ستوتة من إخراج حسين فوزي.
- 17 يونيو – هدية من إخراج محمود ذو الفقار.
- 17 نوفمبر – ابن عنتر من إخراج أحمد سالم.

## كتب
من الكتب التي صدرت هذه السنة في مصر:
- 1 يناير – زقاق المدق من تأليف نجيب محفوظ.

## مواليد

### يناير
- 1 يناير – أسماء البكري مخرجة أفلام مصرية.
- 1 يناير – عاطف الطيب مخرج أفلام مصري.
- 1 يناير – مجدي إسحاق جراح مصري.
- 23 يناير – محمد إبراهيم يوسف سياسي مصري.

### مارس
- 13 مارس – سيد القمني كاتب مصري.

### أبريل
- 26 أبريل – السيد متولي عبد العال

### مايو
- 22 مايو – محمد حشيش مهندس مصري.
- 28 مايو – زاهي حواس

### يونيو
- 30 يونيو – خيري بشارة مخرج أفلام مصري.

### أغسطس
- 18 أغسطس – لطفي لبيب ممثل مصري.

### نوفمبر
- 15 نوفمبر – إسماعيل الشافعي لاعب كرة مضرب مصري.

## وفيات

### فبراير
- 15 فبراير – مصطفى عبد الرازق (مواليد 1885)

### ديسمبر
- 12 ديسمبر – هدى شعراوي (مواليد 1879) صحفية مصرية.